# Permanent Settlement
Das Permanent Settlement war die 1793 von der East India Company dauernde Festlegung der Grundsteuer in den von ihr verwalteten Gebieten Bengalens. In Indien in vorkolonialer Zeit gab es eine Vielzahl von Formen des kommunalen Landbesitzes und daraus hergeleitete Pacht- und Abhängigkeitsverhältnisse. Die Regierung wollte sich durch das permanent settlement auf Dauer vorhersehbare Einkünfte sichern. Die Maßnahme wurde zu einer der tragenden Säulen der britischen Kolonialherrschaft, obwohl man dadurch auf einen Großteil zukünftiger höherer Steuern verzichtete.

## Entwicklung
Etwa ein Vierteljahrhundert vorher, 1765, hatte die ostindische Kompagnie den Mogul-Herrschern in Teilen Bengalens die Diwani-Rechte abgerungen, das heißt, sie war zur Einziehung der Steuern und Abgaben, ein Recht, das dem Diwan zustand, ermächtigt.
Zunächst wurden die Abgaben jährlich festgesetzt. Bereits am 10. Februar 1790 ließ der Generalgouverneur eine für zehn Jahre gültige Festsetzung verkünden. Der Vorschlag einer permanenten Festsetzung wurde dem Court of Directors zugeleitet, der diesem am 22. März 1793 zustimmte. Der Calcutta Supreme Council beschloss die Maßnahme am 1. Mai als Regulation I. Diese und folgende Regelungen wurden, nach dem Generalgouverneur, als Cornwallis Code bekannt. Sir John Shore und Charles Grant hatten sich gegen eine dauernde Festsetzung ausgesprochen, solange noch keine ordentliche Vermessung des Landes stattgefunden habe. Sie wurden überstimmt.
Die Zamindare, eine Klasse von Steuereinnehmern, die bereits unter den Moguln bestand, wurden als De-facto-Eigentümer des Landes anerkannt, auf dem sie für die Einziehung der Grundsteuern verantwortlich waren und konnten bei Säumnis nun enteignet werden. Anfangs sollte dieses Steuerpächterprivileg im Turnus von 10 Jahren per Auktion versteigert werden. Bald jedoch wurde die Stellung der Zamindare, zum Nachteil der das Land Bebauenden, wieder erblich. Oft konnten in Kalkutta wohnende Spekulanten enteignetes Land erwerben. Sie kontrollierten auch alles kommunale Land in ihrem Bereich. Der Zamindar von Burdwan war zeitweise der größte Steuerzahler des Empire.
Das System wurde in den folgenden Jahren zur Grundlage des britischen indirekten Verwaltungssystems in Indien. Dadurch, dass die Zamindare nun als Privateigentümer des Landes, ähnlich dem britischen Landadel (gentry) z. B. in Irland, galten, konnten sie willkürlich Abgaben aus ihren „Untertanen“ herauspressen. Bereits Karl Marx erkannte, dass es sich hierbei nur um eine schlechte Karikatur des Landadels und ein absurdes ökonomisches Experiment handelte. Erpresste Überschüsse verblieben den Zamindaren. In Bengalen verdoppelten sich die Staatseinnahmen, die Belastungen der Bauern und Pächter versiebenfachten sich jedoch innerhalb dreier Jahrzehnte. Die Grundeigentümer konnten nun unter dem Schutz der britischen Justiz durch Zwangsvollstreckung angestammte säumige Bebauer von ihrem Land vertreiben lassen. Die Bauern oder Pächter, deren Rechte und besonders Pflichten erst durch die Regulation VII von 1819 festgelegt wurden, waren häufig gezwungen, bei Geldverleihern Schulden zu Wucherzinsen zu machen, um die Abgaben aufzubringen. Besonders zur Zeit von Dürren, die durch den ausfallenden Monsun regelmäßig vorkommen, vergrößerten Zamindare und Geldverleiher so ihren Landbesitz, da die Steuern nur in den seltensten Fällen erlassen wurden. Gleichzeitig wurde langfristig die Sozialstruktur der Dörfer zerstört. Proteste gegen die Steuerlast waren die häufigste Ursache für Aufstände und Revolten gegen die britische Herrschaft in Indien und erforderten den Aufbau eines effizienten Polizeiapparats, dessen Kosten wiederum den Dörfern auferlegt wurden.
Der Indische Nationalkongress forderte bereits ab 1900 eine Reform der Grundbesteuerung. Das Zamindar-System der Steuerpächter wurde erst durch den Land Sealing Act nach der Unabhängigkeit abgeschafft, Enteignungen im Rahmen einer Landreform hielten sich jedoch in Grenzen. Eine gewisse Umverteilung von Ackerland erreichte Vinoba Bhave mit seiner Bhudan-Bewegung in den 1950ern. Die Folgen des Permanent Settlement sind heute noch sichtbar, als dass die ländlichen Regionen von Westbengalen und Bihar, in denen das System herrschte, zu den ärmsten Indiens gehören.